# Parc de la Ciutadella
Pour les articles homonymes, voir Ciutadella.
Le parc de la Ciutadella est un parc situé dans le centre de Barcelone. Il fut construit sur les terrains laissés par une citadelle détruite en 1868 et qui lui donnent son nom pour l'Exposition universelle de 1888.
Il est situé dans la vieille ville de Barcelone entre la gare de France, l'Arc de triomphe et la Ville olympique (es) entre les rues Pujades, Picasso et Wellington. Il possède 10 entrées et s'étend sur 17 hectares dont une partie est occupée par le zoo de Barcelone.
Il abrite le parlement de Catalogne et un musée d'art moderne et possède des similitudes avec divers jardins européens, les jardins du Luxembourg, à Paris, ou le parc de la Tête d'or, à Lyon, en France, par exemple. 

## Histoire

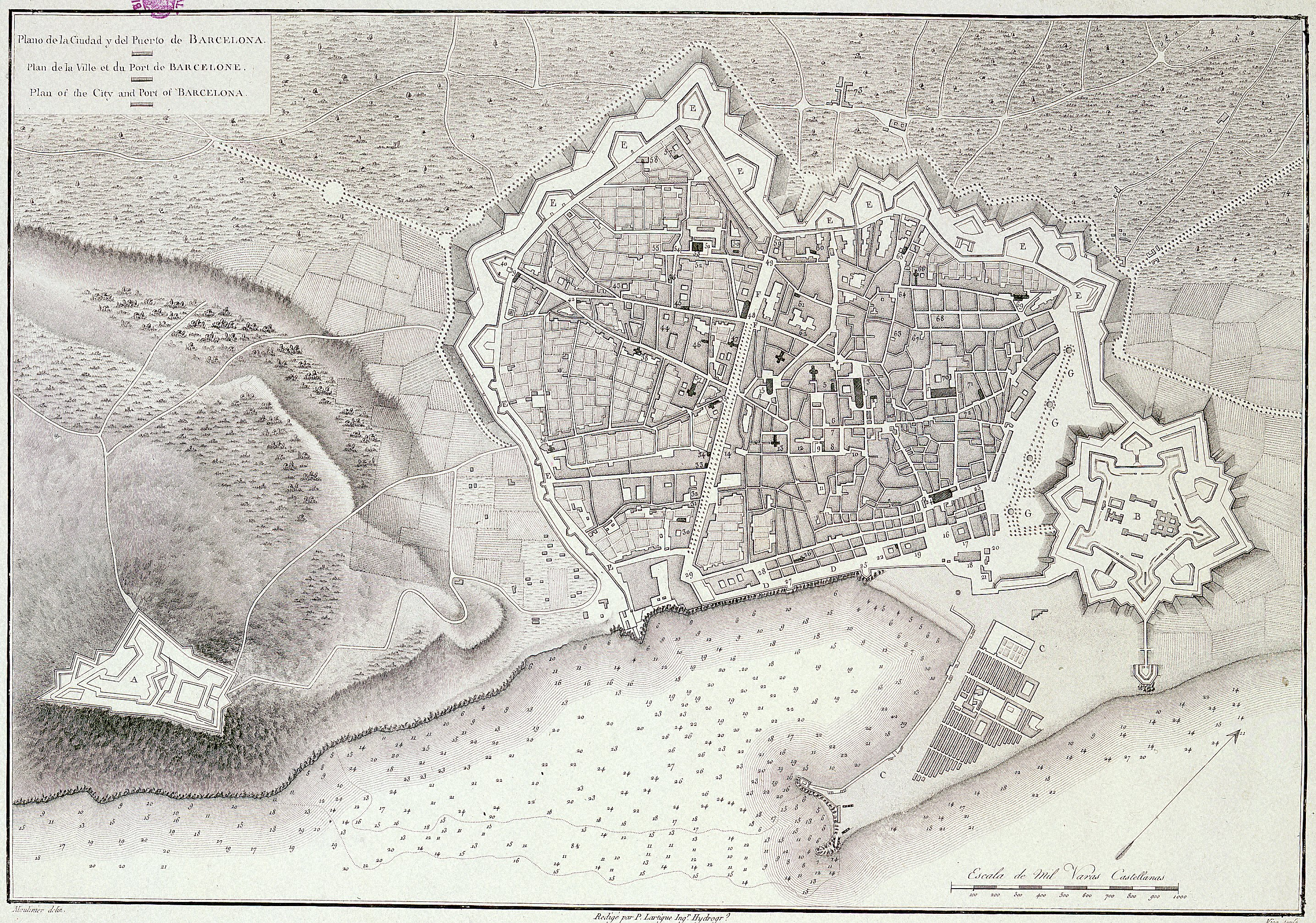
Plan de Barcelone en 1806 avec la Ciutadella intégrée dans les murailles.

La Ciutadella, d'où le parc tire son nom, était une citadelle bâtie au début du XVIIIe siècle par Philippe V à la suite de la guerre de Succession.
Le 11 septembre 1714, après 13 mois de siège Barcelone tombait sous la coupe du roi Philippe V. Pour maintenir la ville sous contrôle il fit construire cette citadelle – ou forteresse – qui était alors la plus grande d'Europe. Elle suivait les techniques alors en vigueur de forteresse avec une architecture en étoile à la mode de Vauban. Elle fut conçue comme une des infrastructures militaires destinées à dominer la ville et était notamment complétée par le château de Montjuïc.
Elle fut construite par l'ingénieur militaire flamand Georges-Prosper de Verboom, entre 1716 et 1718 sur des terrains alors occupés par le quartier de la Ribera qui ne fut déménagé à la Barceloneta que trente ans plus tard. Pour ces travaux, plus de 1200 maisons furent arasées, 4500 personnes furent déplacées sans indemnisation, un couvent fut détruit et le canal d'irrigation Acequia Condal (es)  fut dévié.

### Destruction de la citadelle
Pour la population barcelonaise, la forteresse devint le symbole d'un gouvernement central oppressif. Elle fut partiellement détruite lors d'une révolte en 1841 puis reconstruite à la suite de la répression qui s'ensuivit, sur ordre de Marie-Christine de Bourbon, puis donnée à la ville par le général Prim.
Finalement, elle fut complètement démolie, lors de la  Révolution de 1868. La tour Saint-Jean, prison militaire située sur la place d'armes et symbole du pouvoir fut abattue. Il ne resta de la citadelle qu'une chapelle (l'actuelle paroisse Castrense), le palais du gouverneur aujourd'hui occupé par le collège Verdaguer et l'arsenal transformé et qui accueille le parlement de Catalogne.

### Exposition universelle de 1888

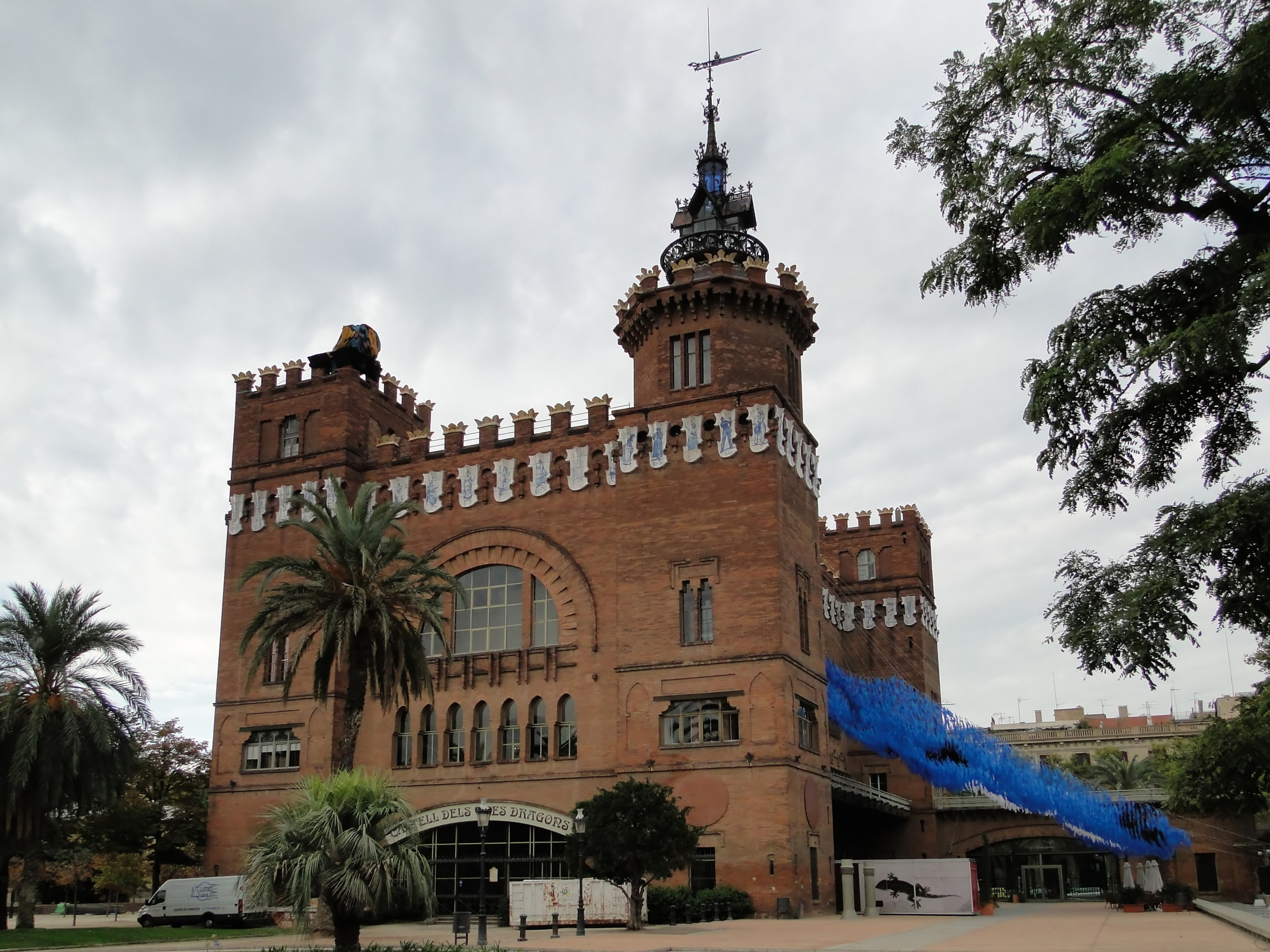
Le château des Trois Dragons, actuel musée de zoologie de Lluís Domènech i Montaner.

Lors de l'Exposition universelle de 1888, le maire, Francesc Rius i Taulet, chargea Josep Fontserè de l'urbanisation des terrains vagues de la citadelle pour ouvrir la ville au monde international.
Fontserè projeta d'amples jardins pour le repos des Barcelonais affirmant que « les jardins sont aux villes ce que les poumons sont au corps humain ». Il s'inspira d'autres jardins européens ceux de William Kent en Angleterre, d'André Le Nôtre en France, et de villas à Rome et Florence. Il ajouta aux espaces verts une place centrale, des chemins, une fontaine monumentale, deux lacs artificiels, un petit bois, divers éléments ornementaux ainsi que des édifices annexes et des infrastructures aux alentours telles que le marché du Born, des abattoirs, un pont en fer au-dessus de la ligne de chemin de fer et de petites maisons de service.
Fontserè raconta sa collaboration avec le jeune Antoni Gaudí, qui intervint sur la cascade monumentale, un des points centraux du parc. Gaudí réalisa la partie hydraulique et dessina une grotte artificielle sous la cascade. Cette dernière est ornée de nombreuses sculptures réalisées par les meilleurs sculpteurs sur fer forgé de l'époque : La Cuadriga de l'Aurore, de Rossend Nobas, La naissance de Venus, de Venanci Vallmitjana dont le fronton fut réalisé par  Francesc Pagès i Serratosa ; La sculpture Amphitrite, est de Josep Gamot; celle de Neptune  et de Léda, sont de Manel Fuxà; Danaé, est de Joan Flotats. Rafael Atché réalisa les quatre Griffons qui crachent de l'eau par la bouche dans la partie inférieure du monument.
Différents bâtiments furent construits pour l'exposition et ont été conservés : le restaurant (connu sous le nom de château des Trois Dragons) œuvre de Lluís Domènech i Montaner de style néogothique annonçant déjà le modernisme catalan et l'Hibernaculum de Josep Amargós entièrement réalisées en fer et verre, le musée de Géologie Martorell d'Antoni Rovira i Trias et l'umbraculum de Josep Fontserè.

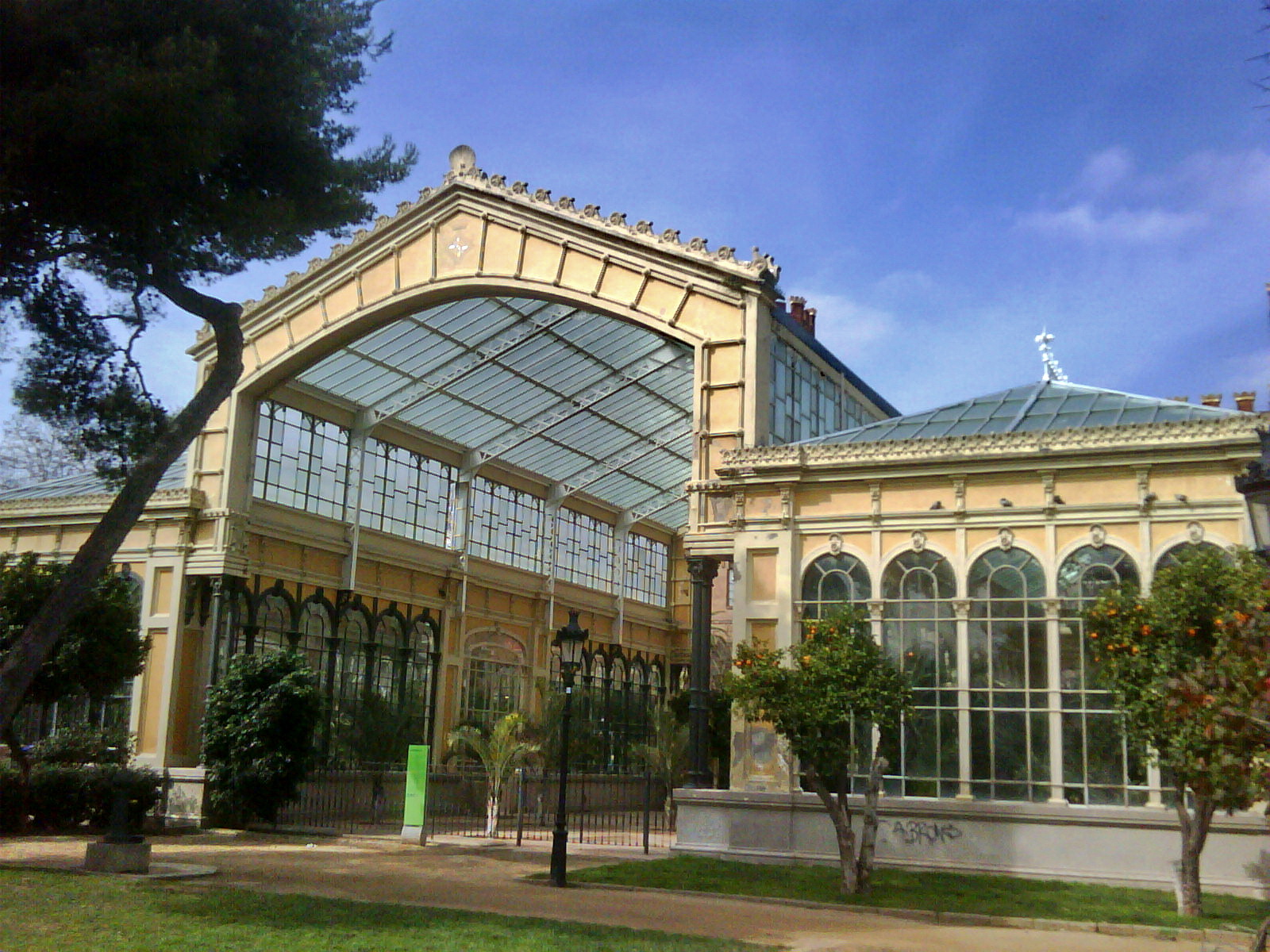
Hibernaculum, de Josep Amargós.
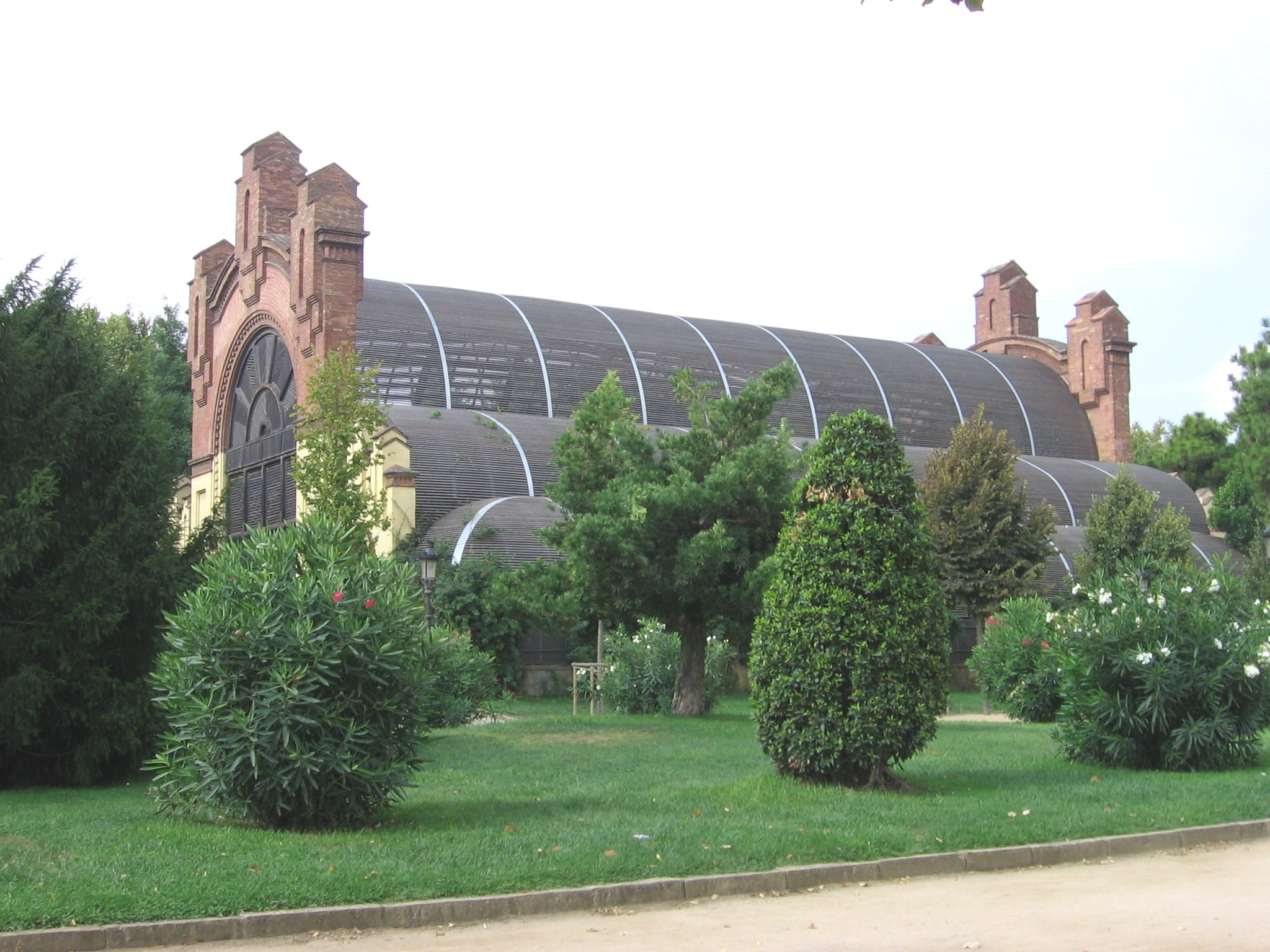
Umbraculum, de Josep Fontserè.
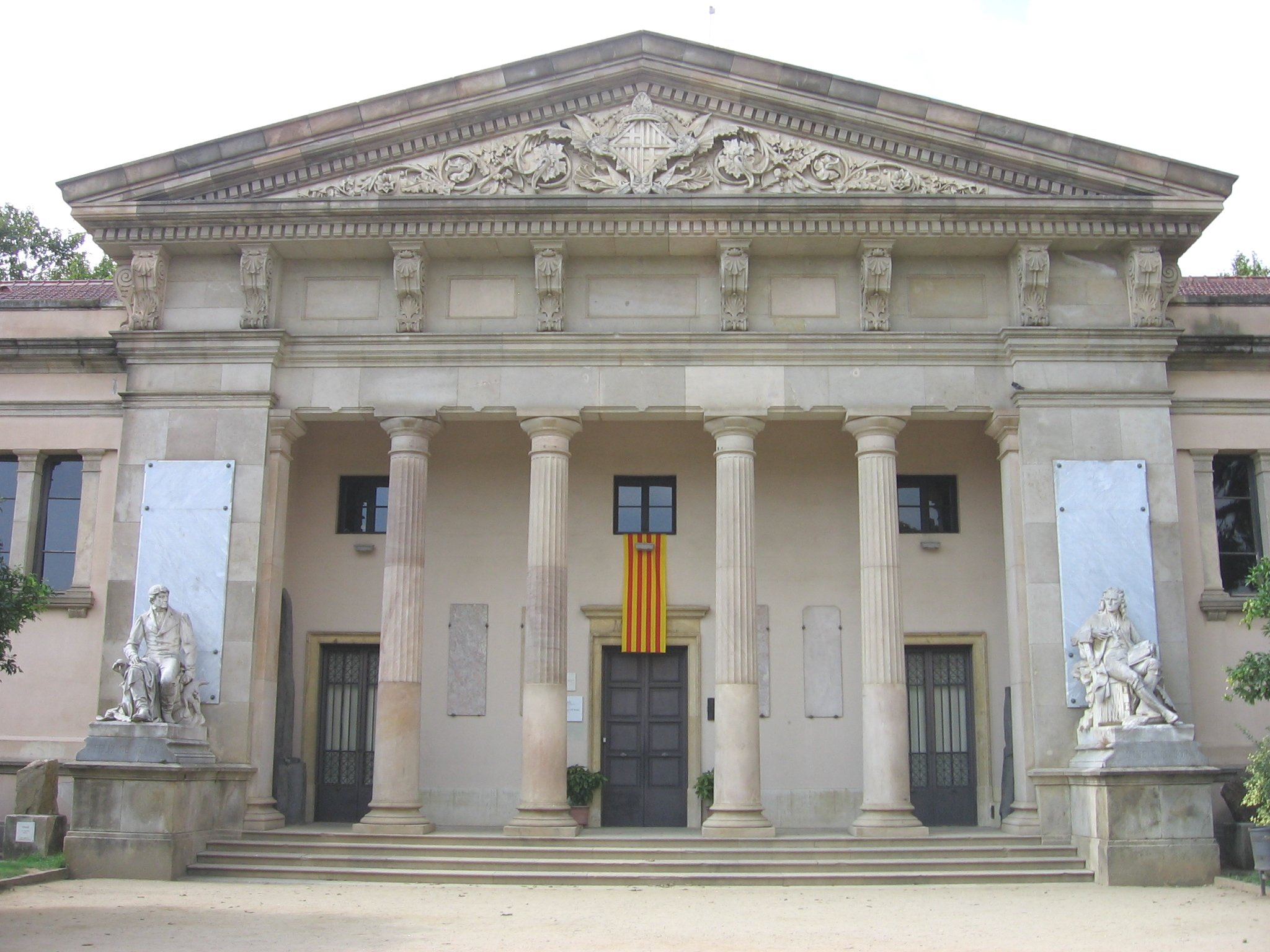
Musée Martorell de Géologie, d'Antoni Rovira i Trias.
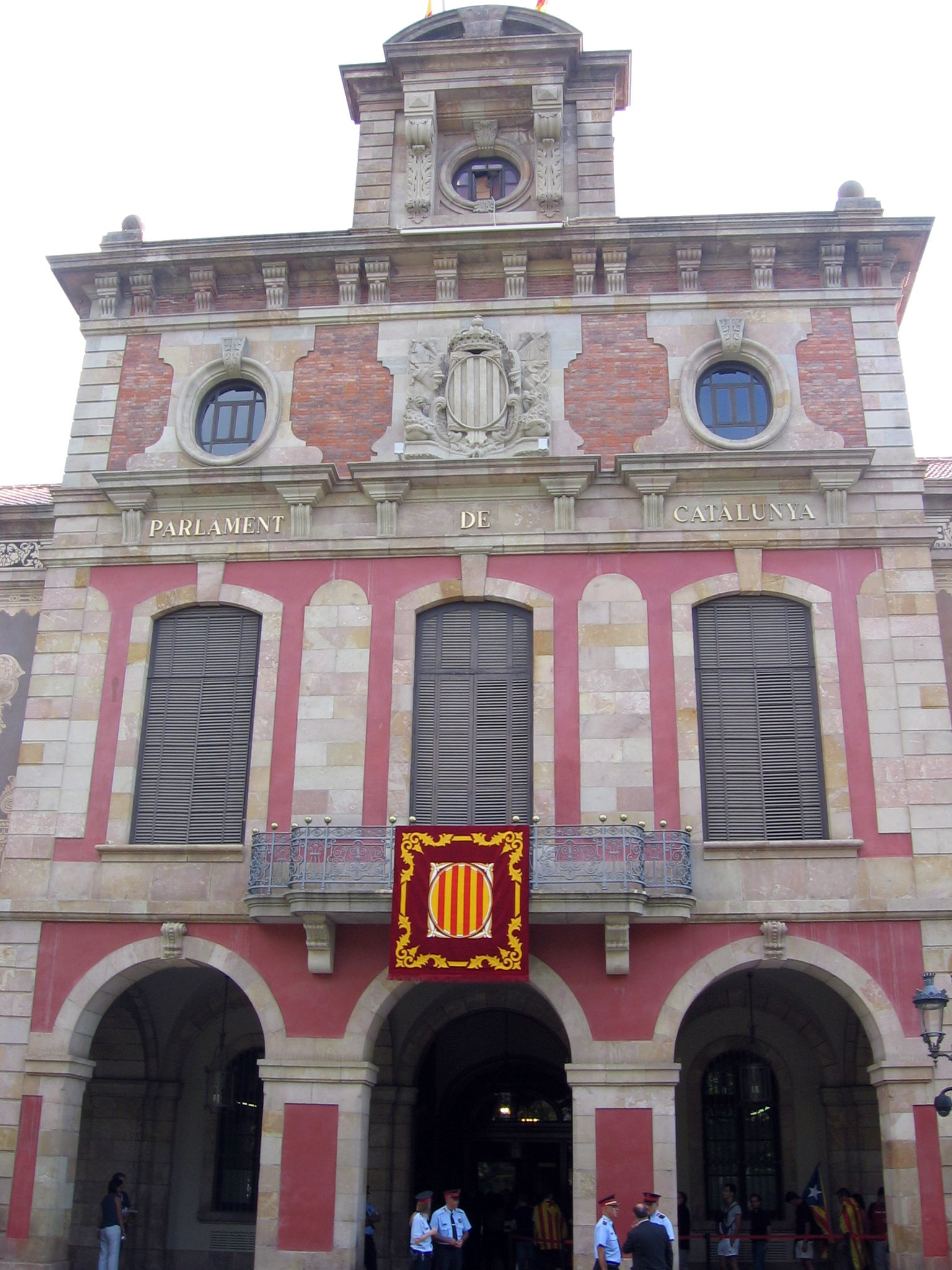
Façade du Parlement de Catalogne, ancien arsenal de la Citadelle.

En 1888, Barcelone accueillit l'Exposition Universelle qui prit place dans le parc de la Ciutadella. Pour marquer l'entrée de l'exposition, il fut décidé de construire l'Arc de triomphe de Josep Vilaseca i Casanovas.

## Le parc

1 Cascade monumentale
2 Kiosque à musique
3 Le Mamouth
4 Lac artificiel
5 Aux volontaires catalans
6 Parlement de Catalogne
7 Desconsol
8 Lycée-collège Verdaguer
9 Église de la citadelle
10 Statue équestre au Général Prim
11 Entrée du zoo
12 La dame au parapluie
13 Umbraculum
14 Musée de géologie
15 Hibernarium
16 Château des trois dragons

En 2012, le parc de la Ciudadella est l'un des plus grands de Barcelone et accueille en son sein le Zoo de Barcelone, divers bâtiments issus de l'ancienne forteresse (la chapelle, le palais du gouverneur et l'arsenal) et d'autre de l'Exposition de 1888 (Umbraculum, Hivernaculum, musée de Géologie et musée de Zoologie).
Le parc possède une grande surface de jardins, avec de grandes zones boisées et de promenade, comme les bassins et la cascade. Le bassin, avec ses petites îles est au centre du parc. On y trouve des plantes exotiques, des animaux aquatiques, et on peut y naviguer avec des barques à rames. À côté de la cascade se trouve le Jardin romantique et son grand nombre d'espèces végétales. Enfin, sur l'ancienne place d'arme se trouve un autre petit bassin avec en son centre la célèbre sculpture Desconsol, œuvre de Josep Llimona.
Le parc est jalonné par diverses sculptures telles que le monument au général Prim, œuvre de Lluís Puiggener, dont l'originale avait été fondue durant la guerre civile, et qui fut recrée par Frederic Marès en 1940 ; le monument à Bonaventura Carles Aribau, de Manel Fuxà ; le buste de Marià Aguiló, de Eusebi Arnau; Aux Volontaires Catalans, de Josep Clarà; le buste de Lleó Fontoba, de Pablo Gargallo; les bustes de Milà i Fontanals, Víctor Balaguer et Joaquín Vayreda, de Manel Fuxà; La cigogne et la renarde, de Eduard B. Alentorn; le Monument à Walt Disney, de Núria Tortras; le monument au centenaire de l'Exposition, d'Antoni Clavé ; le Mammouth, de Miquel Dalmau, etc. Le zoo abrite la célèbre sculpture la Dame au parapluie, de Joan Roig i Solé, qui est considérée comme un symbole de la ville.

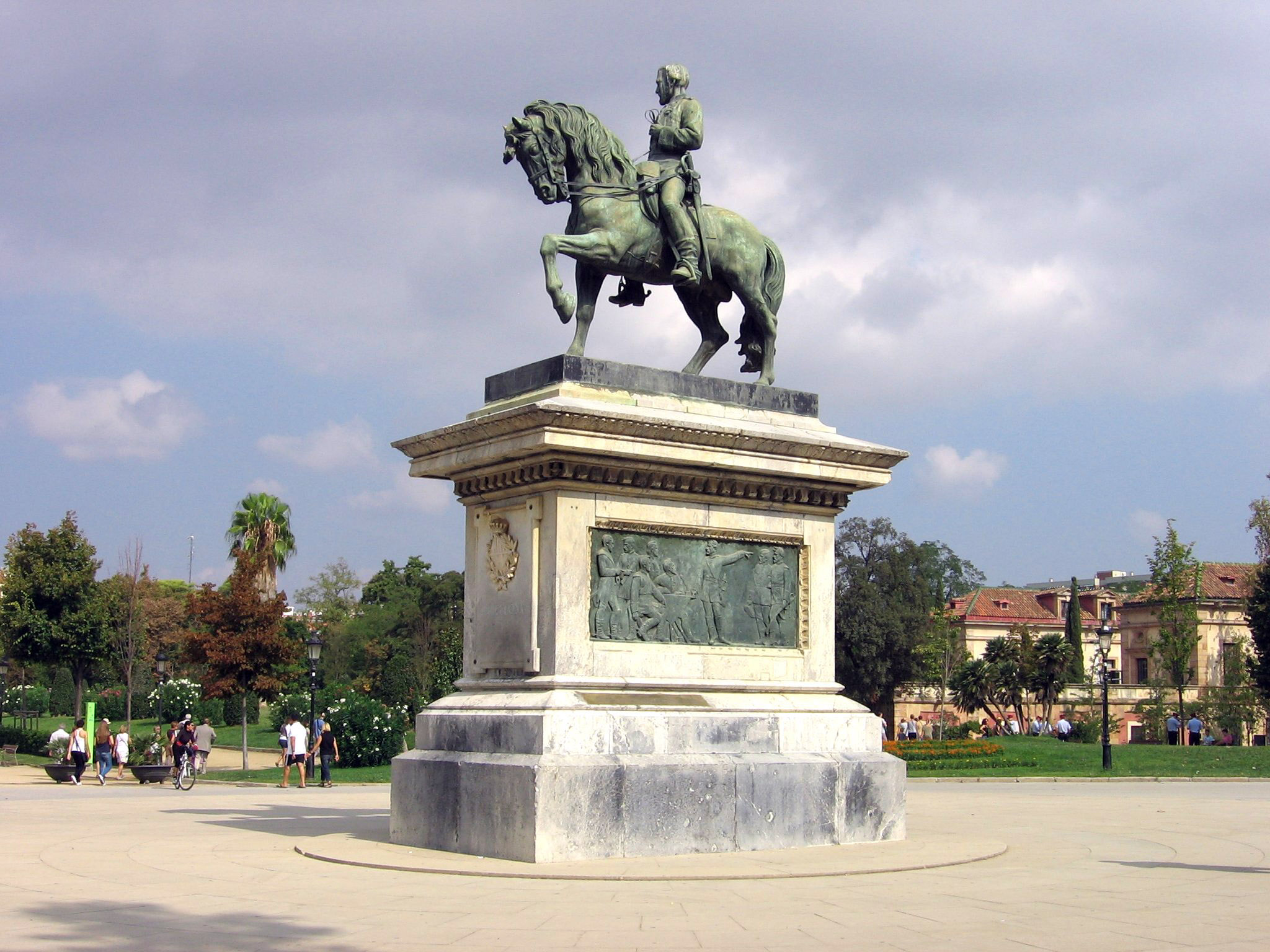
Monument au général Prim, de Lluís Puiggener (restauré par Frederic Marès).
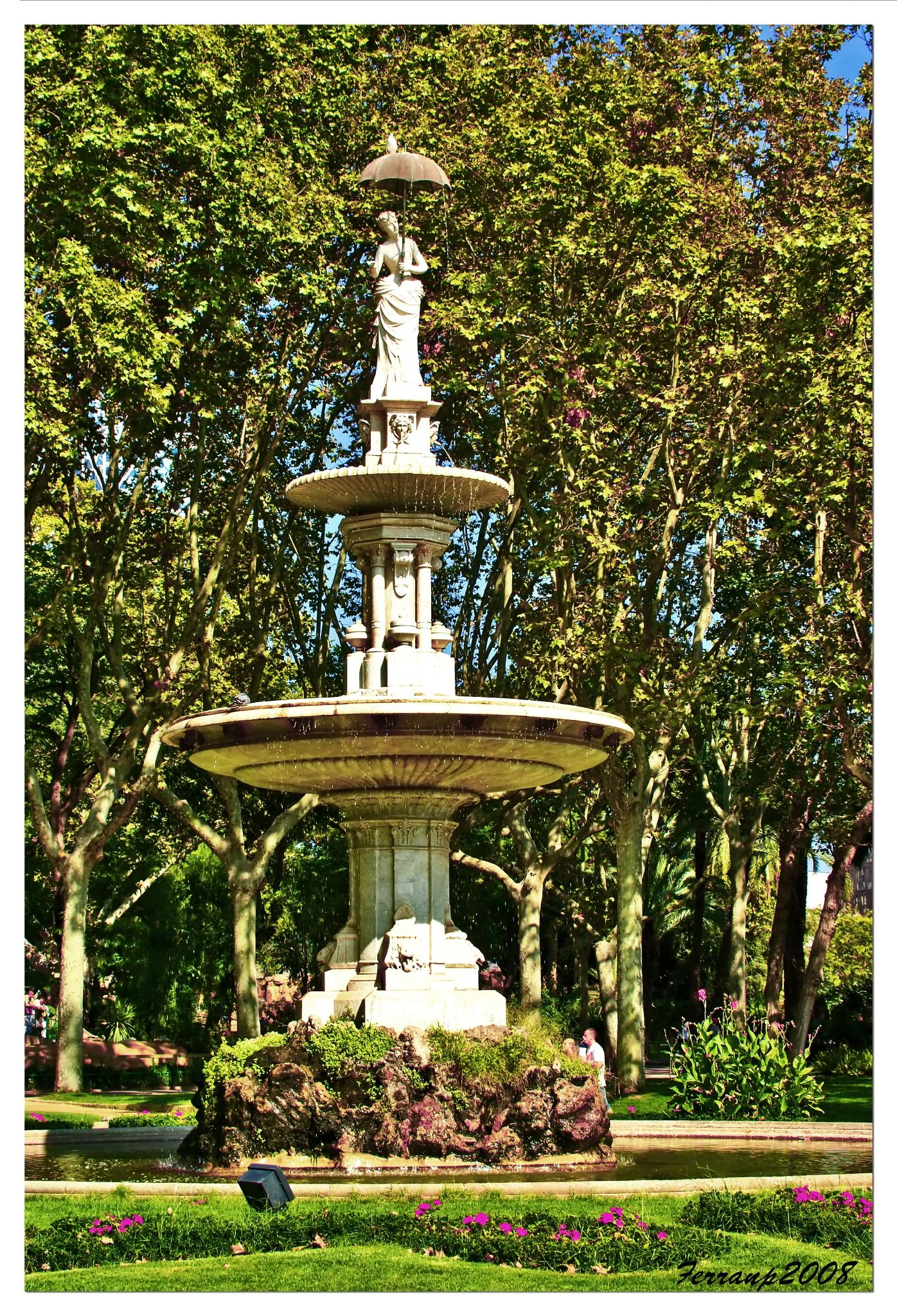
La Dame au parapluie, de Joan Roig i Solé.
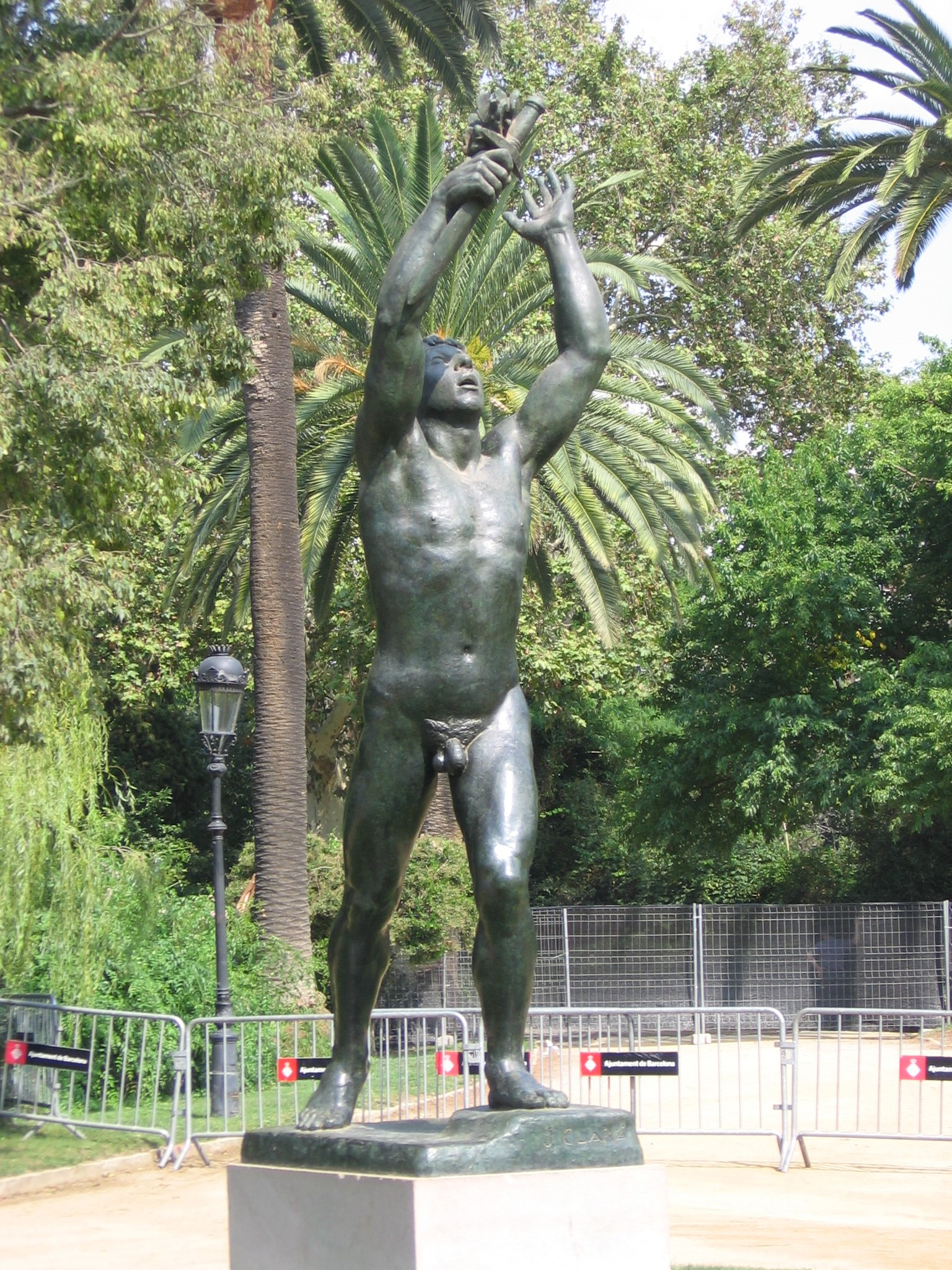
Aux Volontaires Catalans, de Josep Clarà.
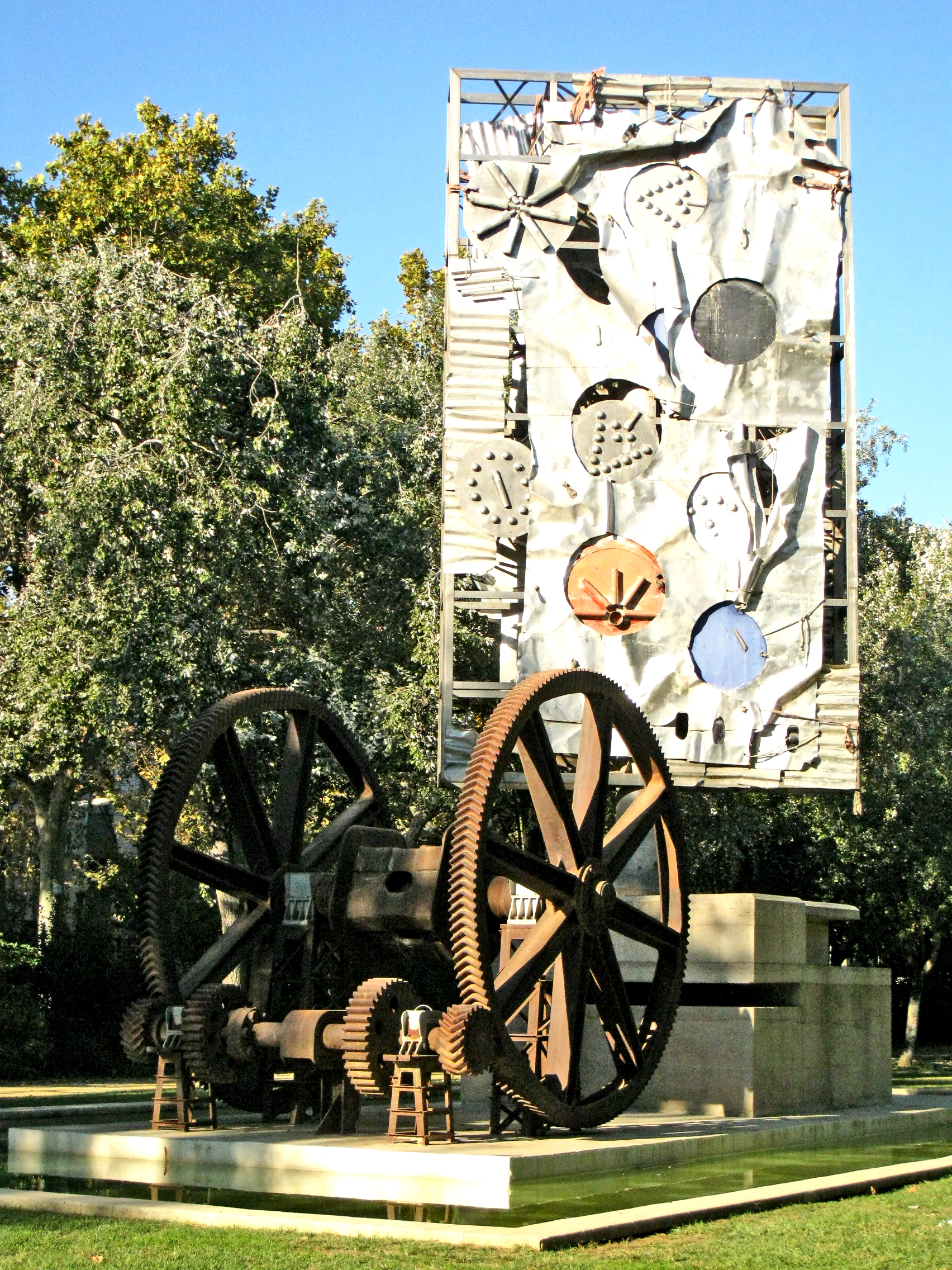
Monument au Centenaire de l'Exposition, d'Antoni Clavé.
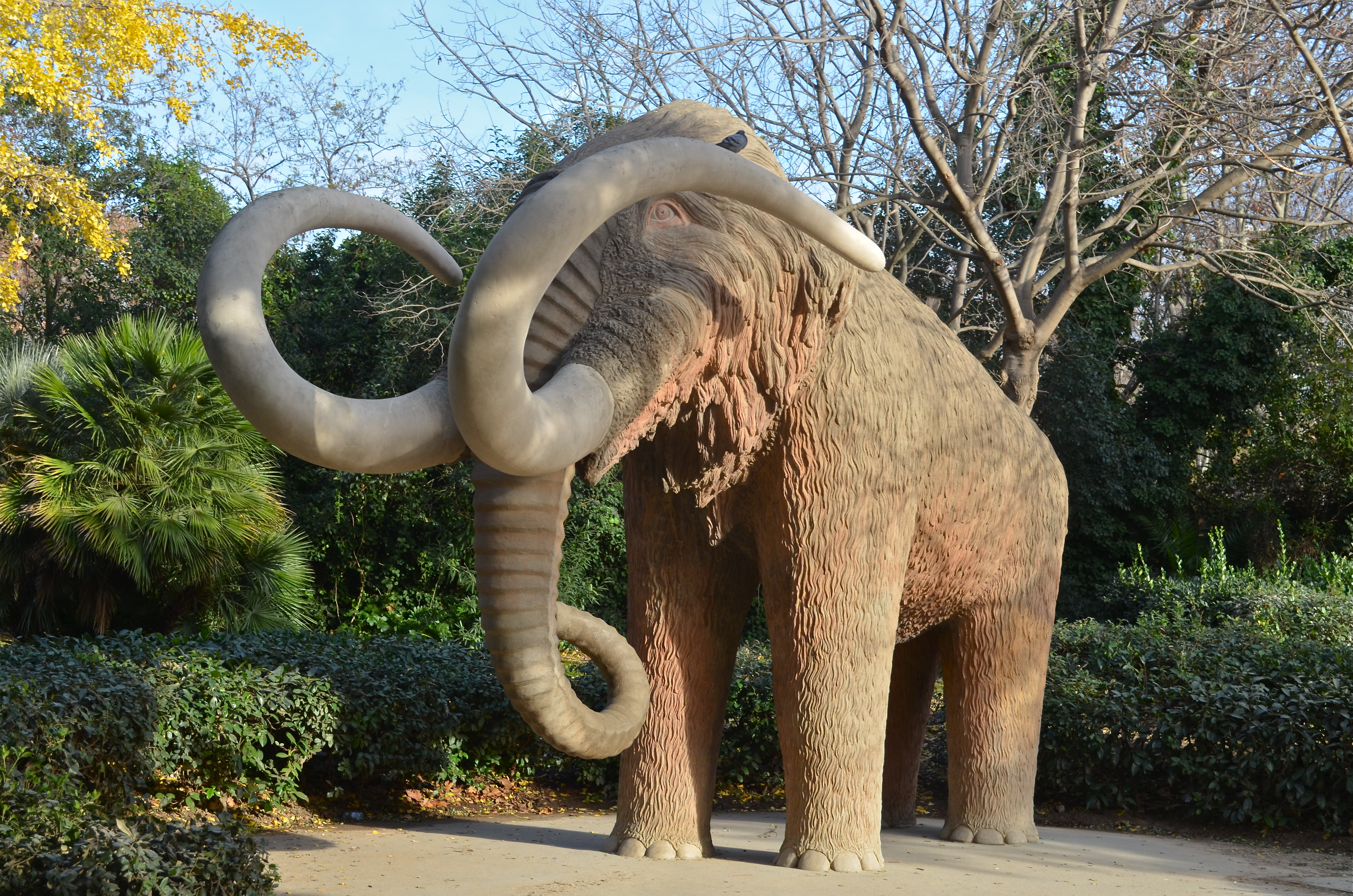
Mammouth, de Miquel Dalmau.
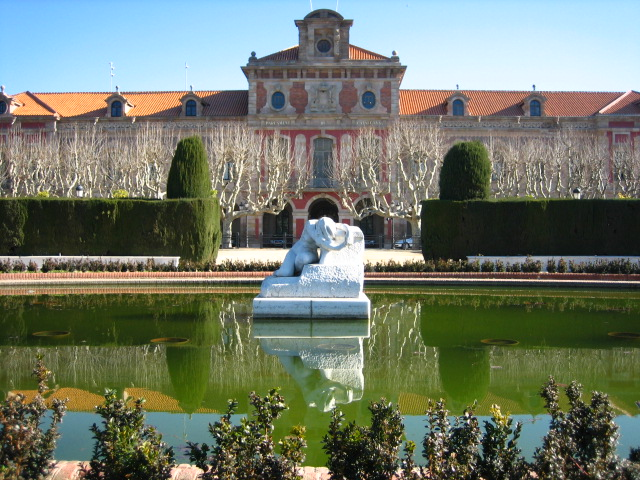
Place d'Armes, avec la sculpture Desconsol, de Josep Llimona et  au fond, le Parlement de Catalogne.

## Végétation

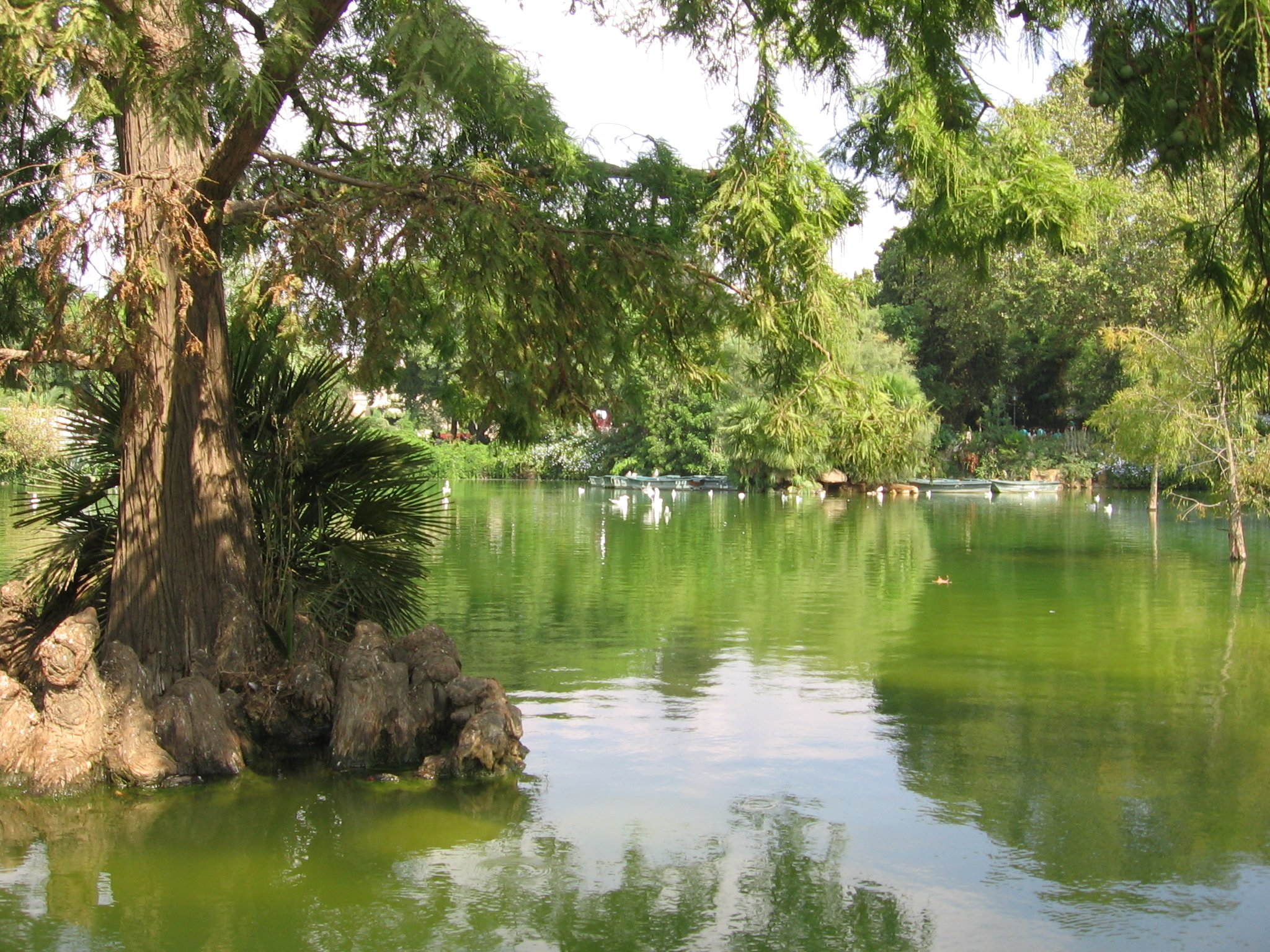
Vue du lac.

Le parc de la Ciudadella compte plus d'une centaine d'espèces, nombre d'entre elles plantées au XIXe siècle et qui comptent parmi les plus anciennes de la ville. Les plus abondants sont les tilleuls (Tilia X europaea, Tilia tomentosa et Tilia X euchlora), les magnolias (Magnolia grandiflora), les peupliers (Populus alba et Populus alba "Pyramidalis") et les  platanes (Platanus X hispanica), que l'on rencontre avec d'autres espèces telles que le Micocoulier de Provence (Celtis australis), le paulowniaceae (Paulownia tormentosa), le arbre à écus (Ginkgo biloba), l'acacia (Robinia pseudoacacia), l'acacia de Constantinople (Albizia julibrissin), le cyprès (Cupressus macrocarpa et Cupressus sempervirens), le filao (Casuarina cunnighamiana), l'oranger des Osages (Maclura pomiphère), le phytolaca belle ombre (Phytolacca dioica), le marronnier (Aesculus hippocastanum), le cyprès chauve (Taxodium distichum), le dattier des Canaries (Phœnix canariensis), la palmier dattier (Phœnix dactyliphère), la palmier bleu (Brahea armata), le yucca (Yucca elephatipes), le laurier (Laurus nobilis), le tamarix (Tamarix gallica), le Laurier rose (Nerium oleander), le  Pittosporum de Chine (Pittosporum tobira) et le Fusain du Japon  (Euonymus japonicus).

### Monuments et sculptures
- Monument en mémoire des gays, lesbiennes et personnes trans persécutées
- Centre culturel et mémoriel du Born, près du parc